# Ballas

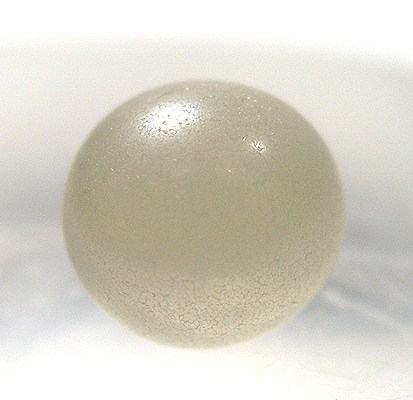
Diamant ballas o perdigó del Brasil. Aquest exemplar concret és extremadament rar per la seva gran esfericitat. Diàmetre 6 mm.

Els diamants ballas, o diamants perdigó, són una varietat de diamants que es presenten en forma de petites aglomeracions gairebé esfèriques, formades per petits cristalls ordenats en disposició radial i amb textura fibrosa. Aquests diamants no tenen aplicació en joieria. L'origen del terme és el portuguès i fou aplicat per primer cop a exemplars trobats al Brasil. També es coneixen com a bort-perdigó (“shot bort” en anglès).

## Propietats
Els diamants ballas tenen una gran duresa, una gran tenacitat i són difícils d'esberlar (o trencar amb cisell) per la naturalesa de la seva estructura, orientada en fibres irregulars i sense plans d'exfoliació definits. La seva resistència a l'abrasió és molt gran.

## Distribució geogràfica
Es troben a Brasil i Sud-àfrica, principalment.